# 아산고속버스터미널
아산고속버스터미널은 충청남도 아산시 번영로 205번길 8 (모종동 557-1)에 있는 고속버스 터미널로, 인근에 아산시외버스터미널이 있다. 동양고속에서 운영하며 2층 건물로 되어 있고 승하차장, 박차장, 경정비시설 등을 갖추고 있다. 고속버스 전산망상의 터미널 번호는 340이다.
본래 터미널은 아산시 번영로 223(모종동 555-9)에 위치하고 있었으나 터미널 건물이 노후하여 새로 짓기로 하고 2014년 12월 10일부터 본래 동양고속의 정비공장이었던 현 위치로 임시 이전하여 운영하고 있다.

## 운행 노선
- 서울 노선은 전환시외로, 인천 노선은 시외직행으로 인가되어 있다.
- 2016년 8월 1일부터 서울행 노선 중 하루 3회 둔포를 경유하는 노선이 신설되었다.[1]

| 운행 노선       | 운행업체 | 운행구간 | 운행구간 | 운행구간 | 경유지                             | 배차 간격 (분) | 시간표                                      |
| --------------- | -------- | -------- | -------- | -------- | ---------------------------------- | -------------- | ------------------------------------------- |
| 아산 ↔ 서울경부 | 동양고속 | 아산     | ↔        | 서울경부 | 서부휴게소, 배방정류소, 천안아산역 | 25~50          | 첫차:06:00(아산 기준) 막차:21:30(아산 기준) |
| 아산 ↔ 서울경부 | 동양고속 | 아산     | ↔        | 서울경부 | 아산테크노밸리, 아산둔포           | 3회            | 06:50, 12:00, 18:00                         |
| 아산 ↔ 인천     | 동양고속 | 아산     | ↔        | 인천     | 천안, 천안아산역                   | 60~90          | 첫차:06:05(아산 기준) 막차:20:30(아산 기준) |

## 사진

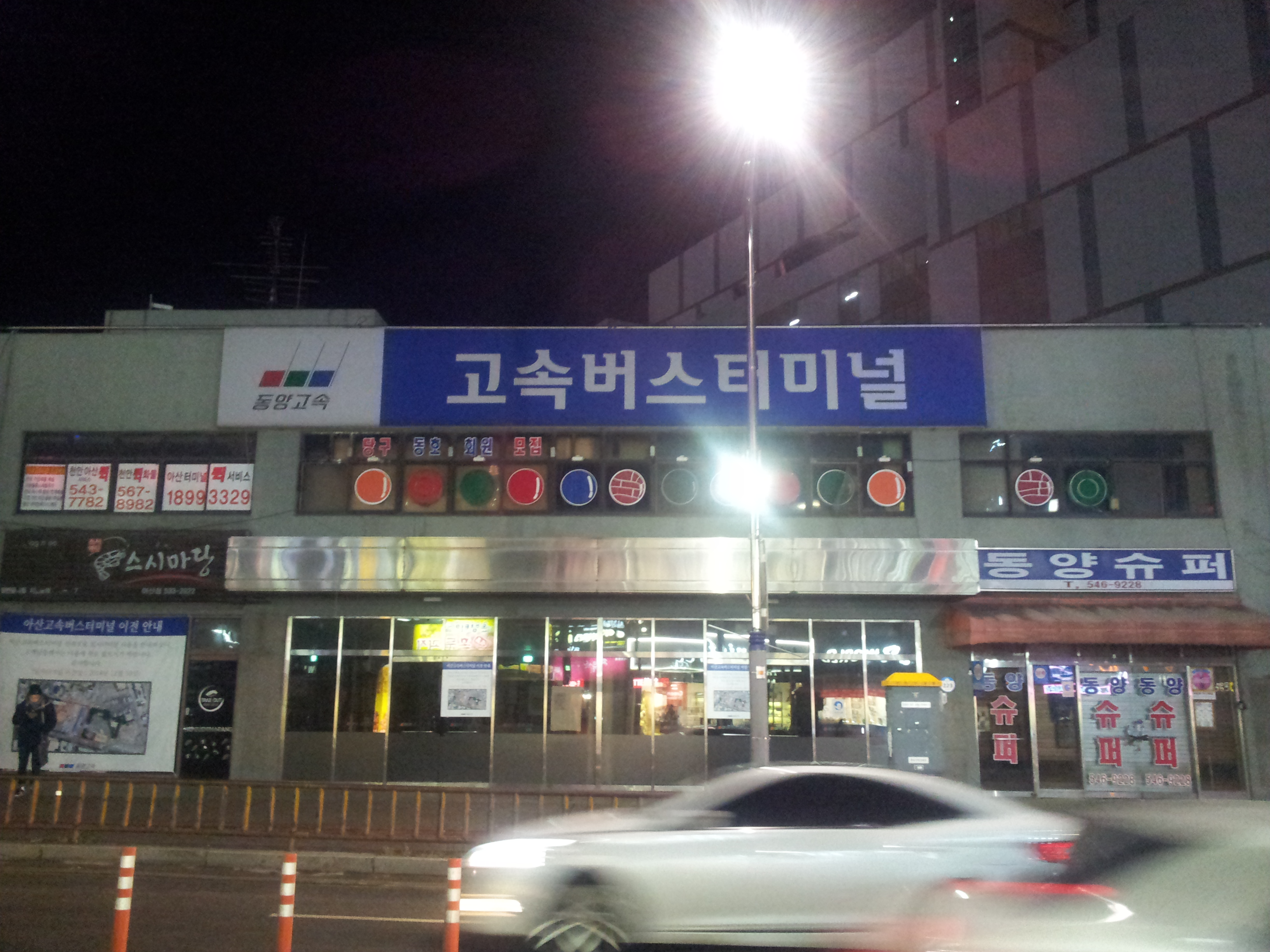
구 아산고속버스터미널 모습
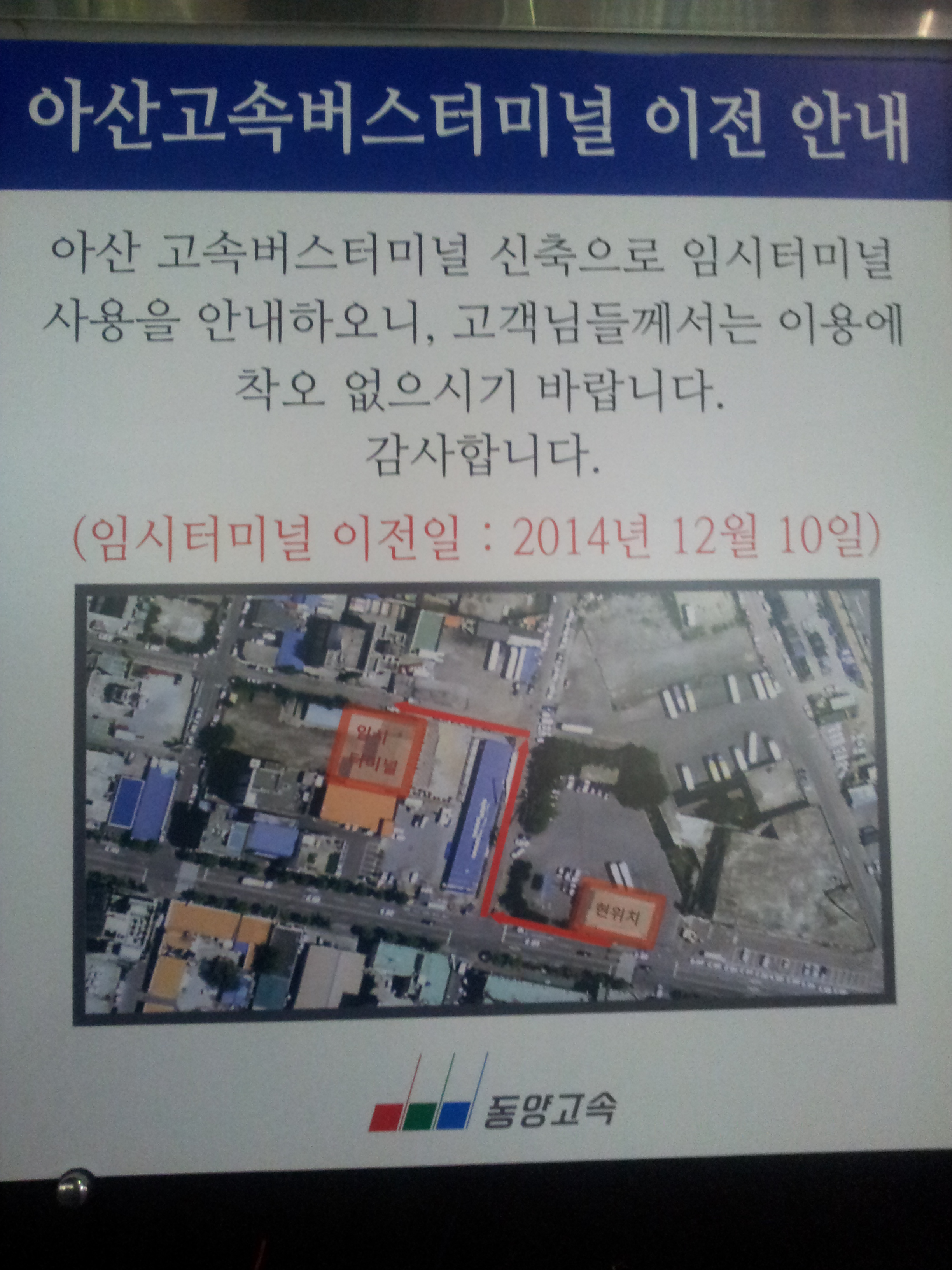
아산고속버스터미널 이전 안내문
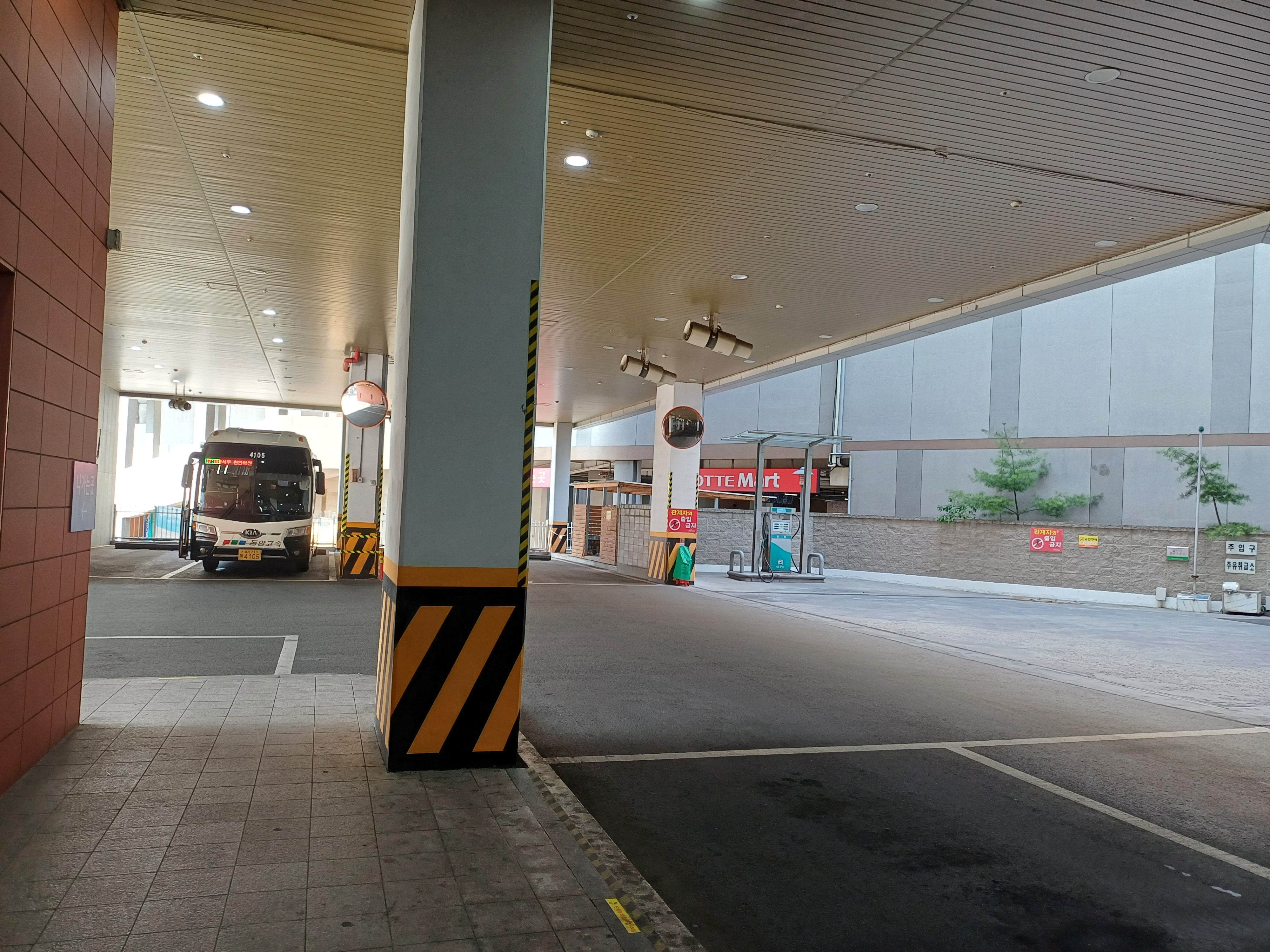
승하차장
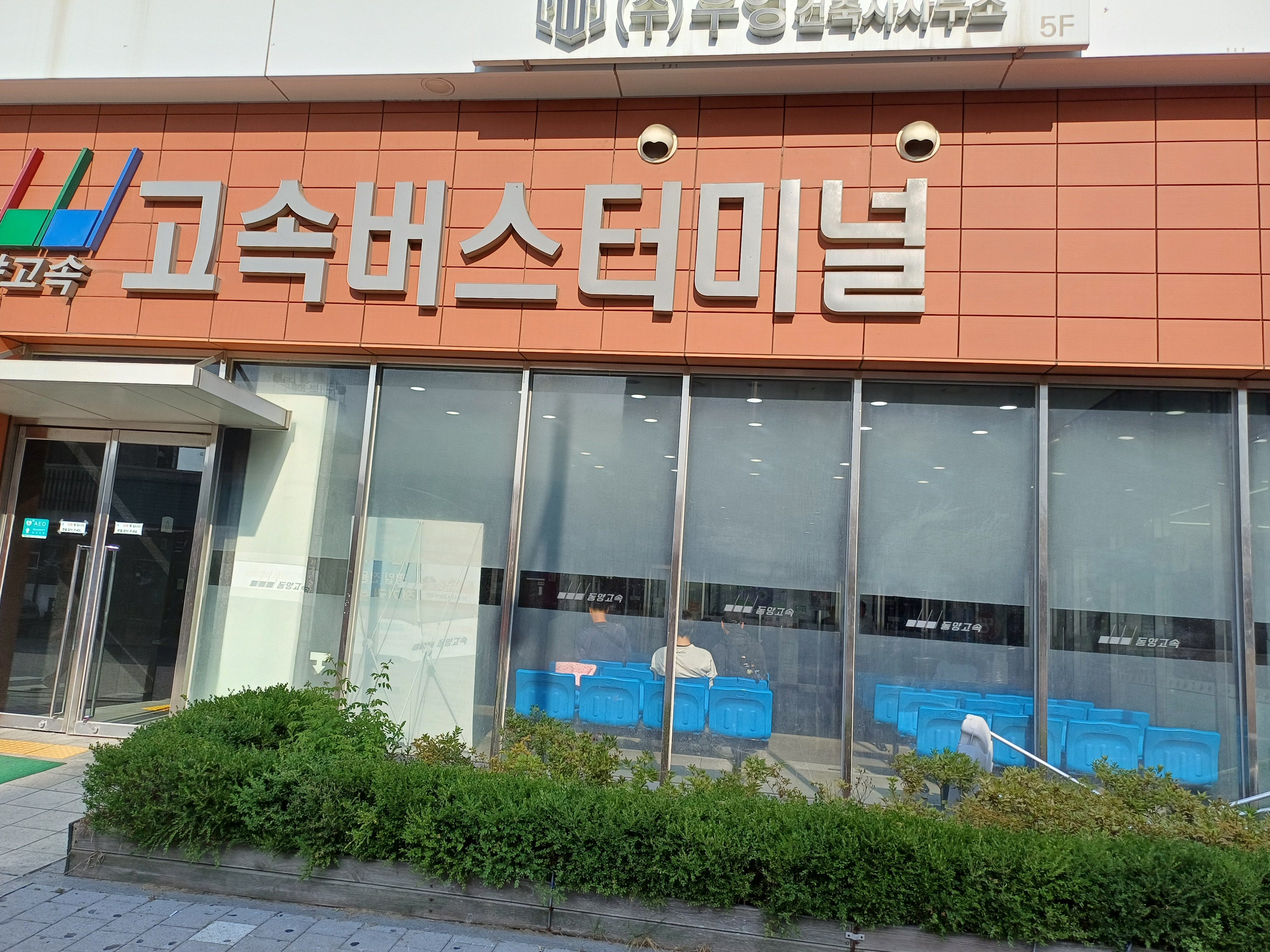
아산고속버스터미널 모습
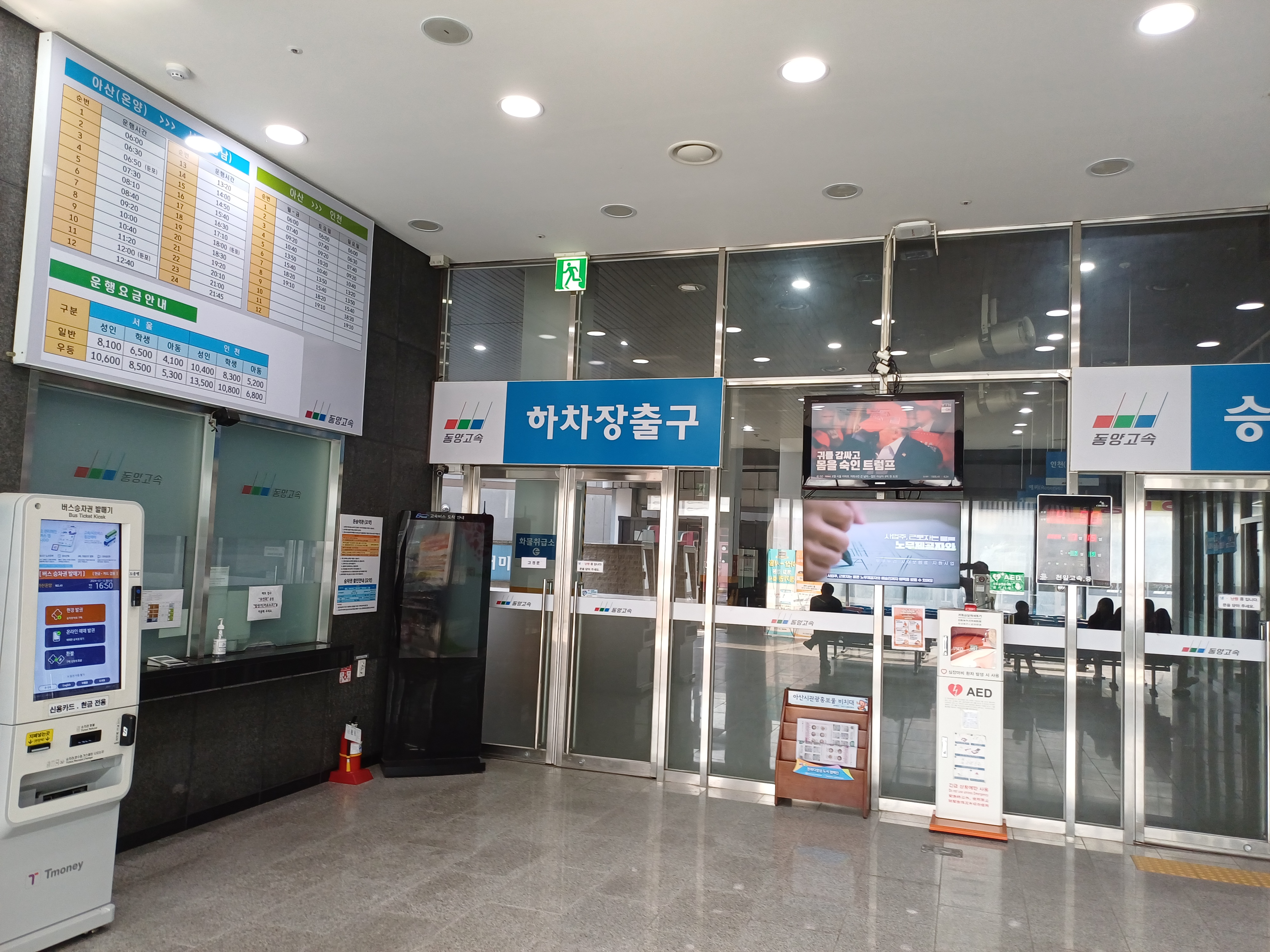
아산고속버스터미널 내부

## 같이 보기
- 아산시외버스터미널